# Marshall (Virginie)
Pour les articles homonymes, voir Marshall.
Marshall est une census-designated place située dans le comté de Fauquier, dans l’État de Virginie, aux États-Unis. Lors du recensement de 2020, elle comptait 1 854 habitants.